# Herbert Thallmayer
Herbert Thallmayer (* 22. Juni 1912 in Zürich, Schweiz; † 2. Januar 1995 in Salzburg) war  ein österreichischer Kameramann und Dokumentarfilmer.

## Biografie
Thallmayer hatte noch während seiner Studien Ende der 1930er Jahre Kontakt zum Film geknüpft und als Kameraassistent bei Willi Forsts Inszenierung Ich bin Sebastian Ott gedient. Kurz nach Ausbruch des Zweiten Weltkriegs stieg Thallmayer bei der Wien-Film zum Kameramann von Kurzfilmen auf und wurde 1940 vorübergehend eingezogen. Im Rahmen einer Kamerakompanie zeichnete er u. a. für einige Aufnahmen bei der Besetzung Norwegens durch die deutsche Wehrmacht verantwortlich. 1942 war Thallmayer als Juniorpartner des arrivierteren Kollegen Günther Anders auch an den Aufnahmen zu dem sentimentalen Hans-Moser-Film Das Ferienkind beteiligt, Thallmayers erste und zugleich im Krieg einzige Arbeit als Spielfilmkameramann.
Nach dem Krieg setzte Herbert Thallmayer seine Tätigkeit – beginnend mit einem weiteren Moser-Stoff, Der Herr Kanzleirat – zunächst in Wiener Ateliers fort und fotografierte zunächst eine Reihe von zum Teil süßlichen, zum Teil verklärenden Romanzen aus der “guten, alten Zeit” sowie mehrere bundesdeutsche Heimatfilme. 1958 beendete er seine wenig glanzvolle Tätigkeit als Unterhaltungsfilmkameramann und fotografierte fortan nur noch Industrie- und Dokumentarfilme. Für seine Kameraarbeit an dem Dokumentarfilm “Schöpfung ohne Ende” erhielt Herbert Thallmayer, gemeinsam mit vier Kollegen (darunter Willy Zielke), 1957 das Filmband in Silber. Gelegentlich zeichnete Thallmayer beim Industriefilm auch als Regisseur und Autor verantwortlich. Nach 1962 verliert sich seine Spur, und man hat kaum mehr etwas von dem Wahl-Münchner gehört. Er war verheiratet mit der bekannten Operettensängerin Herta Talmar.

## Filmografie
als Chefkameramann von Spielfilmen, wenn nicht anders angegeben
- 1940: Die Historie der Puppe (Kurzdokumentarfilm)
- 1940: Frühlingsbräuche in der Ostmark (Kurzdokumentarfilm)
- 1940: Kampf um Norwegen – Feldzug 1940
- 1941: Rund um Wien (Kurzdokumentarfilm)
- 1942: Märkische Fahrt (Kurzdokumentarfilm)
- 1943: Das Ferienkind
- 1944: Johann Gregor Mendel (Kurzdokumentarfilm)
- 1948: Der Herr Kanzleirat
- 1949: Wir haben eben geheiratet
- 1951: Frühlingsstimmen
- 1954: Der ewige Kunde (Kurzdokumentarfilm)
- 1956: Wo die alten Wälder rauschen
- 1956: Das alte Försterhaus
- 1956: Schöpfung ohne Ende (Dokumentarfilm)
- 1957: Weißer Holunder
- 1958: Küsse, die töten
- 1959: Vom Daniel zum Hohen Licht (Kurzdokumentarfilm)
- 1960: Gewebte Natur (Kurzdokumentarfilm)
- 1961: Rohr aus Stahl (Kurzdokumentarfilm, auch Regie)
- 1961: Aluminium aus deutschen Hütten (Kurzdokumentarfilm, Regie und Co-Drehbuch)
- 1961: Achtung! Strahlen! (Kurzdokumentarfilm)